# Qualificazioni al campionato europeo maschile di calcio 1992
Questa voce raccoglie un approfondimento sui risultati degli incontri e sulle classifiche per l'accesso alla fase finale del Campionato europeo di calcio 1992.

## Formato
36 membri UEFA: 8 posti disponibili per la fase finale. La Svezia (in qualità di paese ospitante) è qualificata direttamente, il Liechtenstein non partecipa alle qualificazioni. Dopo il sorteggio dei gironi la Germania Ovest e la Germania Est subirono il processo di riunificazione tedesca: le due rappresentative teutoniche erano state inserite nel medesimo girone.
Rimangono 33 squadre per 7 posti disponibili per la fase finale. Le qualificazioni si compongono di un solo turno: 
- Fase a gruppi: 33 squadre, divise in 7 gruppi (cinque da cinque squadre e due da quattro), giocano partite di andata e ritorno. Le prime classificate di ogni gruppo si qualificano alla finale.

In caso di parità di punti tra due o più squadre di uno stesso gruppo, le posizioni in classifica verranno determinate prendendo in considerazione, nell'ordine, i seguenti criteri:
1. maggiore numero di punti;
2. migliore differenza reti;
3. maggiore numero di reti segnate;
4. sorteggio.

## Sorteggio
I sorteggi per la composizione dei gruppi si svolsero il 2 febbraio 1990, mentre i calendari vennero stilati il 10 marzo successivo. Le gare si disputarono dal 30 maggio 1990 al 22 dicembre 1991.
Per l'estrazione, le squadre vennero suddivise in urne:
| Urna 1                                                                                | Urna 2                                                                                   | Urna 3                                                                      | Urna 4                                                                            | Urna 5                                                         |
| ------------------------------------------------------------------------------------- | ---------------------------------------------------------------------------------------- | --------------------------------------------------------------------------- | --------------------------------------------------------------------------------- | -------------------------------------------------------------- |
| - Spagna - Germania Ovest - Paesi Bassi - Italia - Inghilterra - Jugoslavia - Romania | - Unione Sovietica - Irlanda - Cecoslovacchia - Danimarca - Belgio - Scozia - Portogallo | - Germania Est - Austria - Ungheria - Francia - Polonia - Grecia - Bulgaria | - Islanda - Svizzera - Galles - Turchia - Norvegia - Irlanda del Nord - Finlandia | - Malta - Cipro - Lussemburgo - Albania - San Marino - Fær Øer |

Il sorteggio dei gruppi di qualificazione alla fase finale ha avuto il seguente esito:
| Gruppo 1                              | Gruppo 2                             | Gruppo 3                       | Gruppo 4                         | Gruppo 5                  | Gruppo 6                          | Gruppo 7                |
| ------------------------------------- | ------------------------------------ | ------------------------------ | -------------------------------- | ------------------------- | --------------------------------- | ----------------------- |
| Francia                               | Scozia                               | Unione Sovietica               | Jugoslavia                       | Germania                  | Paesi Bassi                       | Inghilterra             |
| Cecoslovacchia Spagna Islanda Albania | Svizzera Romania Bulgaria San Marino | Italia Norvegia Ungheria Cipro | Danimarca                        | Galles Belgio Lussemburgo | Portogallo Grecia Finlandia Malta | Irlanda Polonia Turchia |
| Cecoslovacchia Spagna Islanda Albania | Svizzera Romania Bulgaria San Marino | Italia Norvegia Ungheria Cipro | Irlanda del Nord Austria Fær Øer | Galles Belgio Lussemburgo | Portogallo Grecia Finlandia Malta | Irlanda Polonia Turchia |

 Sono segnate in verde le Nazionali qualificate alla fase finale, in rosso quelle escluse dalla competizione europea, in grigio quelle squalificate. 

## Fase a gironi

### Gruppo 1
| Pos | Squadra        | Pti | G | V | N | P | GF | GS | DR  |
| --- | -------------- | --- | - | - | - | - | -- | -- | --- |
| 1   | Francia        | 16  | 8 | 8 | 0 | 0 | 20 | 6  | +14 |
| 2   | Cecoslovacchia | 10  | 8 | 5 | 0 | 3 | 12 | 9  | +3  |
| 3   | Spagna         | 6   | 7 | 3 | 0 | 4 | 17 | 12 | +5  |
| 4   | Islanda        | 4   | 8 | 2 | 0 | 6 | 7  | 10 | -3  |
| 5   | Albania        | 2   | 7 | 1 | 0 | 6 | 2  | 21 | -19 |

| Squadra        | Albania (bandiera) | Cecoslovacchia (bandiera) | Francia (bandiera) | Islanda (bandiera) | Spagna (bandiera) |
| -------------- | ------------------ | ------------------------- | ------------------ | ------------------ | ----------------- |
| Albania        | —                  | 0 - 2                     | 0 - 1              | 1 - 0              | n.d.              |
| Cecoslovacchia | 2 - 1              | —                         | 1 - 2              | 1 - 0              | 3 - 2             |
| Francia        | 5 - 0              | 2 - 1                     | —                  | 3 - 1              | 3 - 1             |
| Islanda        | 2 - 0              | 0 - 1                     | 1 - 2              | —                  | 2 - 0             |
| Spagna         | 9 - 0              | 2 - 1                     | 1 - 2              | 2 - 1              | —                 |

### Gruppo 2
| Pos | Squadra    | Pti | G | V | N | P | GF | GS | DR  |
| --- | ---------- | --- | - | - | - | - | -- | -- | --- |
| 1   | Scozia     | 11  | 8 | 4 | 3 | 1 | 14 | 7  | +7  |
| 2   | Svizzera   | 10  | 8 | 4 | 2 | 2 | 19 | 7  | +12 |
| 3   | Romania    | 10  | 8 | 4 | 2 | 2 | 13 | 7  | +6  |
| 4   | Bulgaria   | 9   | 8 | 3 | 3 | 2 | 15 | 8  | +7  |
| 5   | San Marino | 0   | 8 | 0 | 0 | 8 | 1  | 33 | -32 |

| Squadra    | Bulgaria (bandiera) | Romania (bandiera) | San Marino (bandiera) | Scozia (bandiera) | Svizzera (bandiera) |
| ---------- | ------------------- | ------------------ | --------------------- | ----------------- | ------------------- |
| Bulgaria   | —                   | 1 - 1              | 4 - 0                 | 1 - 1             | 2 - 3               |
| Romania    | 0 - 3               | —                  | 6 - 0                 | 1 - 0             | 1 - 0               |
| San Marino | 0 - 3               | 1 - 3              | —                     | 0 - 2             | 0 - 4               |
| Scozia     | 1 - 1               | 2 - 1              | 4 - 0                 | —                 | 2 - 1               |
| Svizzera   | 2 - 0               | 0 - 0              | 7 - 0                 | 2 - 2             | —                   |

### Gruppo 3
| Pos | Squadra          | Pti | G | V | N | P | GF | GS | DR  |
| --- | ---------------- | --- | - | - | - | - | -- | -- | --- |
| 1   | Unione Sovietica | 13  | 8 | 5 | 3 | 0 | 13 | 2  | +11 |
| 2   | Italia           | 10  | 8 | 3 | 4 | 1 | 12 | 5  | +7  |
| 3   | Norvegia         | 9   | 8 | 3 | 3 | 2 | 9  | 5  | +4  |
| 4   | Ungheria         | 8   | 8 | 2 | 4 | 2 | 10 | 9  | +1  |
| 5   | Cipro            | 0   | 8 | 0 | 0 | 8 | 2  | 25 | -23 |

| Squadra          | Cipro (bandiera) | Ungheria (bandiera) | Italia (bandiera) | Norvegia (bandiera) | Unione Sovietica (bandiera) |
| ---------------- | ---------------- | ------------------- | ----------------- | ------------------- | --------------------------- |
| Cipro            | —                | 0 - 2               | 0 - 4             | 0 - 3               | 0 - 3                       |
| Ungheria         | 4 - 2            | —                   | 1 - 1             | 0 - 0               | 0 - 1                       |
| Italia           | 2 - 0            | 3 - 1               | —                 | 1 - 1               | 0 - 0                       |
| Norvegia         | 3 - 0            | 0 - 0               | 2 - 1             | —                   | 0 - 1                       |
| Unione Sovietica | 4 - 0            | 2 - 2               | 0 - 0             | 2 - 0               | —                           |

### Gruppo 4
| Pos | Squadra          | Pti | G | V | N | P | GF | GS | DR  |
| --- | ---------------- | --- | - | - | - | - | -- | -- | --- |
| 1   | Jugoslavia       | 14  | 8 | 7 | 0 | 1 | 24 | 4  | +20 |
| 2   | Danimarca        | 13  | 8 | 6 | 1 | 1 | 18 | 7  | +11 |
| 3   | Irlanda del Nord | 7   | 8 | 2 | 3 | 3 | 11 | 11 | 0   |
| 4   | Austria          | 3   | 8 | 1 | 1 | 6 | 6  | 14 | -8  |
| 5   | Fær Øer          | 3   | 8 | 1 | 1 | 6 | 3  | 26 | -23 |

| Squadra          | Austria (bandiera) | Danimarca (bandiera) | Fær Øer (bandiera) | Irlanda del Nord (bandiera) | Jugoslavia (bandiera) |
| ---------------- | ------------------ | -------------------- | ------------------ | --------------------------- | --------------------- |
| Austria          | —                  | 0 - 3                | 3 - 0              | 0 - 0                       | 0 - 2                 |
| Danimarca        | 2 - 1              | —                    | 4 - 1              | 2 - 1                       | 0 - 2                 |
| Fær Øer          | 1 - 0              | 0 - 4                | —                  | 0 - 5                       | 0 - 2                 |
| Irlanda del Nord | 2 - 1              | 1 - 1                | 1 - 1              | —                           | 0 - 2                 |
| Jugoslavia       | 4 - 1              | 1 - 2                | 7 - 0              | 4 - 1                       | —                     |

### Gruppo 5
| Pos | Squadra     | Pti | G | V | N | P | GF | GS | DR  |
| --- | ----------- | --- | - | - | - | - | -- | -- | --- |
| 1   | Germania    | 10  | 6 | 5 | 0 | 1 | 13 | 4  | +9  |
| 2   | Galles      | 9   | 6 | 4 | 1 | 1 | 8  | 6  | +2  |
| 3   | Belgio      | 5   | 6 | 2 | 1 | 3 | 7  | 6  | +1  |
| 4   | Lussemburgo | 0   | 6 | 0 | 0 | 6 | 2  | 14 | -12 |

| Squadra     | Belgio (bandiera) | Germania (bandiera) | Lussemburgo (bandiera) | Galles (bandiera) |
| ----------- | ----------------- | ------------------- | ---------------------- | ----------------- |
| Belgio      | —                 | 0 - 1               | 3 - 0                  | 1 - 1             |
| Germania    | 1 - 0             | —                   | 4 - 0                  | 4 - 1             |
| Lussemburgo | 0 - 2             | 2 - 3               | —                      | 0 - 1             |
| Galles      | 3 - 1             | 1 - 0               | 1 - 0                  | —                 |

### Gruppo 6
| Pos | Squadra     | Pti | G | V | N | P | GF | GS | DR  |
| --- | ----------- | --- | - | - | - | - | -- | -- | --- |
| 1   | Paesi Bassi | 13  | 8 | 6 | 1 | 1 | 17 | 2  | +15 |
| 2   | Portogallo  | 11  | 8 | 5 | 1 | 2 | 11 | 4  | +7  |
| 3   | Grecia      | 8   | 8 | 3 | 2 | 3 | 11 | 9  | +2  |
| 4   | Finlandia   | 6   | 8 | 1 | 4 | 3 | 5  | 8  | -3  |
| 5   | Malta       | 2   | 8 | 0 | 2 | 6 | 2  | 23 | -21 |

| Squadra     | Finlandia (bandiera) | Grecia (bandiera) | Malta (bandiera) | Paesi Bassi (bandiera) | Portogallo (bandiera) |
| ----------- | -------------------- | ----------------- | ---------------- | ---------------------- | --------------------- |
| Finlandia   | —                    | 1 - 1             | 2 - 0            | 1 - 1                  | 0 - 0                 |
| Grecia      | 2 - 0                | —                 | 4 - 0            | 0 - 2                  | 3 - 2                 |
| Malta       | 1 - 1                | 1 - 1             | —                | 0 - 8                  | 0 - 1                 |
| Paesi Bassi | 2 - 0                | 2 - 0             | 1 - 0            | —                      | 1 - 0                 |
| Portogallo  | 1 - 0                | 1 - 0             | 5 - 0            | 1 - 0                  | —                     |

### Gruppo 7
| Pos | Squadra     | Pti | G | V | N | P | GF | GS | DR  |
| --- | ----------- | --- | - | - | - | - | -- | -- | --- |
| 1   | Inghilterra | 9   | 6 | 3 | 3 | 0 | 7  | 3  | +4  |
| 2   | Irlanda     | 8   | 6 | 2 | 4 | 0 | 13 | 6  | +7  |
| 3   | Polonia     | 7   | 6 | 2 | 3 | 1 | 8  | 6  | +2  |
| 4   | Turchia     | 0   | 6 | 0 | 0 | 6 | 1  | 14 | -13 |

| Squadra     | Inghilterra (bandiera) | Polonia (bandiera) | Irlanda (bandiera) | Turchia (bandiera) |
| ----------- | ---------------------- | ------------------ | ------------------ | ------------------ |
| Inghilterra | —                      | 2 - 0              | 1 - 1              | 1 - 0              |
| Polonia     | 1 - 1                  | —                  | 3 - 3              | 3 - 0              |
| Irlanda     | 1 - 1                  | 0 - 0              | —                  | 5 - 0              |
| Turchia     | 0 - 1                  | 0 - 1              | 1 - 3              | —                  |

## Conseguenze
A qualificazioni ultimate, lo scenario emerso dal campo incontrò mutamenti dovuta alla situazione politica dell'epoca:
- Dalla frammentazione dell'Unione Sovietica nacque una nuova squadra, rinominata C.S.I. (Comunità Stati Indipendenti)[5]: quest'ultima partecipò al torneo come erede della rappresentativa sovietica.[6]
- L'aggravarsi del conflitto balcanico comportò la squalifica della Jugoslavia[7], con la Danimarca ripescata in suo luogo[8]: gli scandinavi erano infatti giunti al secondo posto nella classifica del girone vinto dalla Jugoslavia.[9]

## Statistiche

### Classifica marcatori
10 reti
- Darko Pančev

9 reti
- Jean-Pierre Papin

8 reti
- Marco van Basten

6 reti
- Bent Christensen
- Adrian Knup

5 reti
- József Kiprich
- Colin Clarke
- Emilio Butragueño

4 reti
- Nasko Sirakov
- Flemming Povlsen
- Dennis Bergkamp
- Ally McCoist
- Carlos Muñoz

3 reti
- Nikolay Todorov
- Václav Daněk
- Éric Cantona
- Franck Sauzée
- Rudi Völler
- Stefanos Borbokis
- Rui Águas
- Paulo Futre
- John Aldridge
- Tony Cascarino
- Gordon Durie
- Andrei Kanchelskis
- Ian Rush

2 reti
- Marc Degryse
- Enzo Scifo
- Emil Kostadinov
- Lyuboslav Penev
- Pavel Kuka
- Václav Němeček
- Michael Laudrup
- Gary Lineker
- Erik Holmgren
- Lothar Matthäus
- Karl-Heinz Riedle
- Dīmītrīs Saravakos
- Panagiōtīs Tsalouchidīs
- Emil Lőrincz
- Atli Eðvaldsson
- Eyjólfur Sverrisson
- Roberto Baggio
- Roberto Donadoni
- Aldo Serena
- Gianluca Vialli
- Lars Bohinen
- Tore André Dahlum
- Gøran Sørloth
- Ryszard Tarasiewicz
- John Byrne
- Niall Quinn
- Gheorghe Hagi
- Dorin Mateuț
- Florin Răducioiu
- John Robertson
- Aleksandr Mostovoi
- Oleksij Mychajlyčenko
- José Mari Bakero
- Abelardo Fernández
- Stéphane Chapuisat
- Heinz Hermann
- Marc Hottiger
- Alain Sutter
- Kubilay Türkyilmaz
- Paul Bodin
- Dean Saunders
- Robert Prosinečki
- Dejan Savićević

1 rete
- Edmond Abazi
- Hysen Zmijani
- Leopold Lainer
- Andreas Ogris
- Ernst Ogris
- Heimo Pfeifenberger
- Michael Streiter
- Arnold Wetl
- Jan Ceulemans
- Erwin Vandenbergh
- Bruno Versavel
- Nikolay Iliev
- Trifon Ivanov
- Hristo Stoichkov
- Zlatko Yankov
- Angelos Tsolakis
- Panayiotis Xiourouppas
- Ivan Hašek
- Luboš Kubík
- Ľudovít Lancz
- Ľubomír Moravčík
- Tomáš Skuhravý
- Jan Bartram
- Kim Christofte
- Lars Elstrup
- Frank Pingel
- Kim Vilfort
- Peter Beardsley
- Lee Dixon
- David Platt
- Alan Smith
- Dennis Wise
- Allan Mørkøre
- Torkil Nielsen
- Kári Reynheim
- Petri Järvinen
- Jari Litmanen
- Kari Ukkonen
- Laurent Blanc
- Basile Boli
- Luis Fernández
- Amara Simba
- Uwe Bein
- Guido Buchwald
- Thomas Doll
- Thomas Häßler
- Jürgen Klinsmann
- Andreas Möller
- Vassilis Karapialis
- Stelios Manōlas
- Petros Marinakis
- Nikos Tsiantakīs
- György Bognár
- László Disztl
- József Szalma
- Arnór Guðjohnsen
- Sigurður Jónsson
- Þorvaldur Örlygsson
- Attilio Lombardo
- Ruggiero Rizzitelli
- Salvatore Schillaci
- Pietro Vierchowod
- Jean-Paul Girres
- Robby Langers
- Hubert Suda
- Stefan Sultana
- Danny Blind
- Frank de Boer
- Ruud Gullit
- Aron Winter
- Richard Witschge
- Kingsley Black
- Iain Dowie
- Colin Hill
- Alan McDonald
- Gerry Taggart
- Kevin Wilson
- Sverre Brandhaug
- Mini Jakobsen
- Pål Lydersen
- Piotr Czachowski
- Dariusz Dziekanowski
- Jan Furtok
- Roman Kosecki
- Roman Szewczyk
- Jan Urban
- César Brito
- Jorge Cadete
- José Leal
- Vítor Paneira
- João Vieira Pinto
- Paul McGrath
- David O'Leary
- Andy Townsend
- Pavel Badea
- Rodion Cămătaru
- Ioan Lupescu
- Dan Petrescu
- Adrian Popescu
- Ioan Sabău
- Valdes Pasolini
- John Collins
- Richard Gough
- Gary McAllister
- Paul McStay
- Gordon Strachan
- Sergei Aleinikov
- Igor Korneev
- Oleh Kuznjecov
- Oleh Protasov
- Igor Shalimov
- Sergei Yuran
- Guillermo Amor
- Fernando Hierro
- Míchel
- Roberto Fernández
- Thomas Bickel
- Frédéric Chassot
- Christophe Ohrel
- Riza Çalimbay
- Mark Hughes
- Mehmed Baždarević
- Dragiša Binić
- Zvonimir Boban
- Robert Jarni
- Vladimir Jugović
- Srečko Katanec
- Vladan Lukić
- Ilija Najdoski
- Davor Šuker
- Zoran Vulić

Autoreti
- Hysen Zmijani (pro Francia)
- Peter Artner (pro Danimarca)
- Ivan Matteoni (pro Romania)

### Record
- Maggior numero di vittorie: 8 (Francia)
- Minor numero di sconfitte: 0 (Francia, Inghilterra, Irlanda, Unione Sovietica)
- Minor numero di vittorie: 0 (Cipro, Lussemburgo, Malta, San Marino, Turchia)
- Maggior numero di sconfitte: 8 (Cipro, San Marino)
- Maggior numero di reti segnate: 24 (Jugoslavia)
- Minor numero di reti subite: 2 (Paesi Bassi, Unione Sovietica)
- Minor numero di reti segnate: 1 (San Marino, Turchia)
- Maggior numero di reti subite: 32 (San Marino)
- Partita con maggior scarto di reti: Spagna-Albania 9-0 (9)